# Valdemar Ferreira
Valdemar Martins Ferreira ou Waldemar Martins Ferreira (Bragança Paulista, 2 de dezembro de 1885 — São Paulo, 10 de agosto de 1964) foi um advogado, professor e político brasileiro. Foi Secretário de Justiça e Segurança Pública do Governo do Estado de São Paulo na administração de Pedro de Toledo.

## Biografia
Valdemar Martins Ferreira  nasceu em 2 de dezembro de 1885, na cidade de Bragança Paulista, filho de João Crisóstomo Martins Ferreira e de Petronilha Olímpia Ferreira.
Na sua cidade natal, estudou no colégio Mineiro, colégio Bragantino e colégio Hubert. Em 1899, mudou-se para Jacareí e lá estudou no Ginásio Nogueira da Gama, concluindo o curso como orador da turma.
Em 1904, ingressou na Faculdade de Direito de São Paulo, onde em 1908 obteve o seu bacharelado. Enquanto acadêmico, foi colaborador de diversos jornais e revistas, fundador do periódico O Santelmo. Pertenceu também à direção do Centro Acadêmico XI de Agosto, do qual foi orador. Também trabalhou como copista do cartório do 4º Tabelionato da capital do estado até a conclusão do seu curso de direito. Paralelamente ao curso, entre 1905 a 1907, dirigiu em Bragança Paulista o periódico semanal A Notícia.
Após adquirir o seu bacharelado em ciências jurídicas, iniciou a carreira de advogado em Bragança Paulista, especializando em direito comercial. Em 1911 transferiu-se seu escritório para a capital do estado.
Em 1914, criou o Centro do Comércio e Indústria de São Paulo, destinado a defender seus associados de falências fraudulentas que ameaçavam a praça paulistana na época.
Em 1915, essa entidade lançou a Revista do Comércio e Indústria, onde Valdemar por sete anos manteve uma seção dedicada aos temas jurídicos.
Em 1916, foi um dos fundadores do Instituto dos Advogados do estado. No ano seguinte, participou da criação da Liga de Defesa Nacional, criada sob a inspiração de Rui Barbosa e Olavo Bilac e liderada, em São Paulo, por Júlio de Mesquita Filho, Clóvis Ribeiro e Frederico Vergueiro Steidel.
Em 1920, mediante concurso, obteve nomeação, para professor substituto de direito comercial da Faculdade de Direito de São Paulo.
Em 1925, conquistou a livre-docência da cadeira e em 1927, com o falecimento de Frederico Steidel, tornou-se lente catedrático, após ter recebido o grau de doutor.
Em 1926 se tornou presidente do Instituto dos Advogados de São Paulo.
Ao lado de Francisco Morato, Paulo de Morais Barros e outros, participou da comissão organizadora do Partido Democrático, que se reuniu em 24 de fevereiro de 1926 para redigir um documento que continha as linhas básicas do programa da agremiação.
Participou da elaboração da lei de falências de 1929, da legislação comercial e da lei sobre o conhecimento do transporte ferroviário, de 1930.
Foi eleito membro do diretório central do Partido Democrático durante o sexto congresso da agremiação de 11 de janeiro de 1930. Juntamente com outros lideres do seu partido, apoiou a Revolução de 1930 no Estado de São Paulo. Essa revolução resultou em um golpe de estado e deposição do Presidente da República Washington Luís.
Em novembro de 1930, o chefe do Governo Provisório, Getúlio Vargas, designou o capitão João Alberto Lins de Barros inicialmente para o cargo de delegado da revolução em São Paulo e, depois, para a interventoria paulista, contrariando os acordos celebrados com lideres políticos do Partido Democrático. As medidas impostas pelo interventor gradativamente foram resultando em insatisfação entre os políticos e a população que também passaram a questionar a forma com que o regime Vargas lidava politicamente com o estado.
Com a radicalização do governo provisório na relação política com o Estado de São Paulo, iniciou-se no estado um conturbado período político-administrativo, em que se tornou cada vez mais agudo o conflito entre líderes políticos paulistas e o grupo político que apoiava o regime de Getúlio Vargas.
À princípio, Valdemar Ferreira e outros líderes do Partido democrático apoiaram as medidas políticas de Getúlio Vargas. Porém, no inicio de 1931, a agremiação sinalizava tendência de ruptura com João Alberto e com o próprio Chefe do Governo Provisório. A repressão sofrida pela agremiação de Waldemar Ferreira, por ordem do interventor, antecipou a ruptura do partido ao governo estadual.
A despeito da demissão do interventor João Alberto, em julho de 1931, a crise prosseguiu por conta da nomeação de novos interventores desligados dos grupos políticos dominantes no estado, o que contribuiu para acirrar os ânimos entre líderes do Partido Democrático e do Partido Republicano Paulista, que acabaram rompendo com o governo federal em novo manifesto, em 13 de janeiro de 1932.
Em fevereiro de 1932, criou-se a Frente Única Paulista (FUP), que surpreendentemente aproximava os dois partidos antagônicos de São Paulo: o Partido Republicano Paulista e o Partido Democrático. O objetivo da união era a reconstitucionalização do país e restituição da autonomia do Estado de São Paulo, perdida com o desfecho da Revolução de 1930.

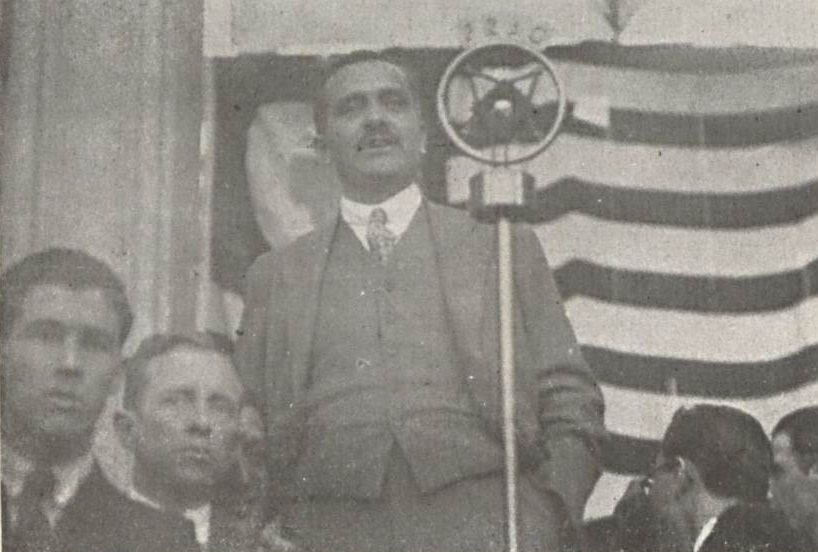
Valdemar Ferreira discursa ao povo no Microfone da Rádio PRAO Cruzeiro do Sul durante manifestação na Praça da Sé, em 23 de maio de 1932.

Valdemar Ferreira foi um dos signatários do manifesto de 16 de fevereiro de 1932, em que a nova coligação proclamava a união na luta pela pronta reconstitucionalização do país e pela restituição da autonomia ao estado.
Getúlio Vargas, procurando atenuar o descontentamento dos paulistas, nomeou em 7 de março de 1932, o embaixador Pedro de Toledo como interventor no estado.
Com o objetivo de conciliar interesses, o interventor inicialmente formou o seu secretariado mesclando elementos da FUP e representantes do tenentismo, que eram apoiadores do regime Vargas e contrários a reconstitucionalização do país.
Entretanto, em 22 de maio, por pressão popular e contrariando a diretriz do governo provisório, a FUP articulou a formação de um novo secretariado junto ao interventor, formado exclusivamente por nomes paulistas, defensores da bandeira da reconstitucionalização e da autonomia estadual. Para tentar reverter essa mudança, Getúlio Vargas enviou Oswaldo Aranha a São Paulo, ainda no dia 22 de maio de 1932, com a missão de sustar essa reforma e impor ao interventor paulista um corpo de secretários conveniente aos interesses do governo provisório. Sabendo disso, a população paulista realizou um grande protesto entre os dias 22 e 23 de maio para a demonstrar repúdio à visita de Aranha e a própria ditadura. A pressão popular tornou malograda a missão de Oswaldo Aranha, resultando na manutenção da proposta da FUP para a reforma do corpo de secretários de governo.

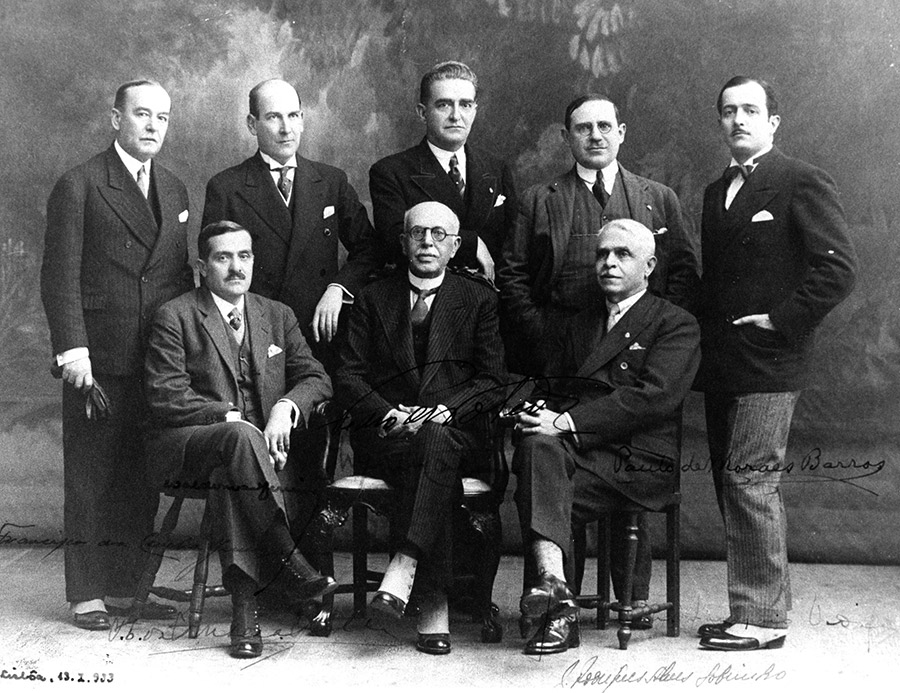
Pedro de Toledo ladeado pelos seus secretários do Governo de São Paulo, com Valdemar Ferreira sentado à direita do governador.

Em 23 de maio, o interventor Pedro de Toledo efetivou as nomeações, resultando em um novo corpo de secretários de governo, formado pelos seguintes nomes: Valdemar Ferreira, na Secretaria da Justiça e Segurança Pública; Francisco da Cunha Junqueira, na Secretaria de Agricultura, Indústria e Comércio; Francisco Emygdio de Fonseca Telles, na Secretaria de Viação e Obras Públicas; Thyrso Queirolo Martins de Sousa, como Chefe de Polícia de São Paulo; José Rodrigues Alves Sobrinho, na Secretaria de Educação e Saúde Pública); Joaquim Sampaio Vidal, no Departamento de Administração Municipal; e Paulo de Morais Barros, na Secretaria da Fazenda.
Durante a manifestação do dia 23 de maio, houve um conflito entre integrantes da Legião Revolucionária de Miguel Costa, do qual saíram mortos quatro jovens: Martins, Miragaia, Dráusio e Camargo. As iniciais de seus nomes vieram a formar a sigla M.M.D.C. que representou a milícia civil revolucionária constitucionalista, que teve papel na preparação para o levante que ocorreu em 9 de julho de 1932.
Logo após o massacre de 23 de maio, Valdemar Ferreira editou decretos com a reforma de Miguel Costa e de seu substituto interino no cargo de comandante-geral da Força Pública, o tenente-coronel Júlio Marcondes Salgado.
Em junho de 1932, encontrou-se com Getúlio Vargas durante uma conferência à qual também compareceu o presidente do Partido Democrático, Francisco Morato, ocasião onde o chefe do governo provisório renovou sua promessa de não modificar o secretariado paulista. Contudo, nas semanas seguintes, novos desentendimentos recrudesceram a insatisfação dos paulistas com o governo provisório.
Em 9 de julho de 1932 foi deflagrado no Estado de São Paulo a Revolução Constitucionalista. O interventor no estado, Pedro de Toledo, manifestou o propósito de passar o governo a Valdemar Ferreira, mas foi desaconselhado pelos chefes militares do movimento, liderados pelo coronel Euclides de Oliveira Figueiredo.
Em 10 de julho, o interventor renunciou o seu cargo e de imediato foi aclamado pelo povo como governador do Estado de São Paulo. Nessa ocasião, Valdemar Ferreira anunciou ao povo, da sacada do Palácio dos Campos Elíseos, que o ato que havia acabado de ser consumado.
Em 10 de agosto, em plena guerra, Valdemar Ferreira recebeu um telegrama de Maurício Cardoso, ex-ministro da Justiça do Governo Provisório, que lhe transmitia uma proposta de paz feita pelo próprio chefe do governo federal. Respondeu afirmativamente à proposta, com a condição de que o governo federal cumprisse a promessa de constitucionalizar o país e assumisse uma posição correspondente à expectativa de todos, São Paulo estaria disposto a colaborar com a pacificação geral.
Em 29 de setembro, com a debilitação das forças paulistas, que o general Bertoldo Klinger, comandante-em-chefe dos revolucionários, telegrafou ao governo federal pedindo a paz, o que resultou em um cessar fogo para iniciar as tratativas para o fim do conflito. O sucesso dessa tratativa foi em grande parte graças à intermediação do general João de Deus Menna Barreto.
Na mesma data uma comissão de paz enviada pelo general Klinger viajou até a cidade de Cruzeiro para iniciar as tratativas com o general Pedro Aurélio de Góis Monteiro, representante do governo provisório. Porém, essa reunião não resultou em acordo, por conta da recusa do general Góis Monteiro da proposta do general Klinger. Em 1º de outubro, uma nova reunião ocorreu, dessa vez, com a participação de uma comissão paralela formada por dois representantes da Força Pública de São Paulo com a alegada pretensão de apenas acompanhar as discussões. Contudo, a comissão de delegados do general Klinger teve de imediato sua proposta de paz recusada novamente pelo general Góis Monteiro, em grande parte, porque o representante do governo provisório exigia a rendição incondicional das tropas paulistas. Não obstante, o general Góis Monteiro negociou e obteve acordo com a comissão de representantes da Força Pública de São Paulo, em acordo à revelia do governador Pedro de Toledo.
Nesse acordo em separado estava previsto, entre outros termos,  a retirada da Força Pública do conflito, subordinação ao governo provisório, retorno aos quartéis, retorno a atuação da segurança e manutenção da ordem pública, desmobilização dos batalhões de voluntários sob sua competência, e preservação de todos os direitos e regalias dos integrantes da corporação.
Na tarde de 2 de outubro, comandante geral da Força Pública, o coronel Herculano de Carvalho e Silva, depôs Pedro de Toledo, por ordem do general Góis Monteiro. Na mesma data, Valdemar Ferreira e os outros membros do secretariado lançaram um manifesto em que prestavam contas de sua atuação durante o conflito.
Com o fim do conflito, Ferreira foi preso por algumas semanas e em 28 de outubro seguiu para o exílio em Portugal. Na Universidade de Lisboa regeu o curso de direito comercial, tornando-se doutor honoris causa dessa instituição em 1933.
No mesmo ano, de volta ao Brasil, tornou-se presidente do Partido Democrático até sua extinção, em 24 de fevereiro de 1934.
Ainda em fevereiro de 1934, participou da criação do Partido Constitucionalista, fundado por Armando de Sales Oliveira, então interventor em São Paulo, resultado da fusão entre o Partido Democrático, a Federação dos Voluntários da Revolução Constitucionalista e a Ação Nacional.
Entre junho a dezembro de 1934 foi diretor da Faculdade de Direito de São Paulo. Ainda naquele ano foi criada a Universidade de São Paulo (USP), que incorporou a Faculdade de Direito. Naquela faculdade tornou-se catedrático de história do direito nacional, posto que ocupou até novembro de 1937. Somente em 1951 reassumiu a cátedra.
Em 14 de outubro de 1934, elegeu-se deputado federal por São Paulo na legenda do Partido Constitucionalista, tendo assumido a cadeira em 3 de maio de 1935. Durante essa legislatura, tornou-se líder da bancada constitucionalista na Câmara dos Deputados e presidente da Comissão de Constituição e Justiça. Ao longo de sua atuação parlamentar, formulou várias propostas que resultaram em novas leis, como foi o caso do casamento religioso de efeitos civis, as duplicatas comerciais e os loteamentos e a venda de terrenos a crédito.
Com o golpe de estado de 10 de novembro de 1937, que resultou no regime do Estado Novo, foi visado e novamente preso, junto a vários outros deputados federais. Em janeiro de 1939, afetado pelo artigo 177 da Carta Constitucional, ainda perdeu sua cátedra na Faculdade de Direito de São Paulo. Retornou a docência somente em maio de 1941, após concessão especial da ditadura. Em São Paulo, foi um dos mais destacados lideres do movimento de resistência à ditadura de Getúlio Vargas.
Em 1937, em discurso na Câmara dos Deputados, pronunciou palavras proféticas a respeito do golpe do Estado Novo:
| “ | Há um programa de subversão que está sendo friamente executado; é preciso denunciá-lo ao país e eu tomo sobre mim a responsabilidade de fazê-lo. Hoje é o estado de guerra. Se não o votarmos, será a dissolução da Câmara. Mas dissolvida será ela de qualquer maneira. Os fatos confirmarão ou não o que acabo de dizer e faço votos, os melhores votos, para que seja desmentido o que prenuncio.. | ” |

No final de 1944, Valdemar Ferreira, Armando Salles de Oliveira e outros líderes iniciaram o movimento de apoio à candidatura do brigadeiro Eduardo Gomes para a eleição presidencial que se esperava para o final do ano seguinte. A possibilidade do pleito e a existência já consumada da candidatura de Eduardo Gomes levaram as forças políticas a se congregarem em partidos, cuja emergência foi permitida pelo Ato Adicional nº 9 de 28 de fevereiro de 1945.
Engajou-se no movimento de oposição à Getúlio Vargas, que deu origem à criação da União Democrática Nacional (UDN) que contou com a participação de Valdemar Ferreira.
Em abril de 1945 participou da primeira reunião do diretório central dessa agremiação, ocasião em que foram nomeadas as comissões para a elaboração do primeiro projeto de estatutos da UDN. Na oportunidade, Valdemar Ferreira foi designado membro da comissão de orientação política do partido.
Em 17 de agosto de 1945 foi aprovado os estatutos, resultando na nomeação do primeiro diretório da UDN. Valdemar Ferreira foi escolhido para participar da comissão executiva e também tornou-se presidente da seção paulista do partido até 1948. Nas eleições de 1950, elegeu-se pelo partido suplente de deputado federal.
Em 17 de março de 1952, assumiu cadeira na Câmara dos Deputados, onde permaneceu até o fim da legislatura, em 31 de janeiro de 1955. Ainda em 1955, por limite de idade, aposentou-se em ambas as cátedras que exercia na Universidade de São Paulo.
Morreu na cidade de São Paulo no dia 10 de agosto de 1964. Foi casado com Vanda de Paula Ribeiro Ferreira, com quem teve nove filhos, Waldo, Ruy, Wilma, Woma, Webe, Wandina, Wilson, Waldemar e Wally que foi casada com o empresário e deputado federal Herbert Levy.

## Obras
Valdemar escreveu grande número de obras, relativas ao direito comercial e temas correlacionados, entre outros:
- Estudos de direito comercial (1919),
- Manual do comerciante (1919),
- Os credores privilegiados e o direito de pedir falência (1919),
- O menor comerciante (1919),
- A hipoteca naval no Brasil (1919),
- Sociedade por cotas (1925),
- Sociedades comerciais irregulares (1927),
- Curso de direito comercial (2v., 1927),
- Da responsabilidade civil da massa falida por culpa de seus representantes (1927),
- Congregação da Faculdade de Direito de São Paulo, na centúria de 1827 a 1927 (1928),
- A concordata terminativa na falência anterior à lei nova e a sua sujeição ao regime desta (1930), A responsabilidade por acidente no transporte gracioso por automóvel (1930),
- A nova lei de falência e sua elaboração (1930),
- O requerimento doloso de falência e a obrigação de indenizar (1931),
- A suspensão dos embarques de café e os contratos de compra e venda (1931),
- O comércio marítimo e o navio (1931), As sesmarias e as terras devolutas (1931),
- O endosso pignoratício de conhecimentos ferroviários (1931),
- O conhecimento de transportes ferroviários (1932),
- As diretrizes do direito mercantil brasileiro (1933),
- A responsabilidade do sócio comanditário (1933),
- Tratado de direito mercantil brasileiro (4v., 1934-1943),
- Tratado de direito comercial brasileiro (1934),
- Questões de marcas de fábricas (1935),
- O casamento religioso de efeitos civis (1935),
- O estado de assembléia e o estado de guerra (1937),
- O loteamento e a venda de terrenos a prestações (2v., 1938),
- Código das sociedades comerciais (1938), Princípios de legislação social e direito judiciário do trabalho (2 v., 1938-1939),
- Compêndio das sociedades mercantis (1940),
- Os Martins Ferreira e os Ribeiro de Bragança, estudo genealógico (1945),
- A caução de conhecimentos por comissários de café, História do direito brasileiro (4v., 1951-1956)
- História do direito constitucional brasileiro (1954).[1][2]

## Homenagens
Em 1955, por ocasião de sua aposentadoria  na Universidade de São Paulo, foi homenageado com o título de professor emérito da Faculdade de Direito.
Em 1958, ganhou o prêmio Moinho Santista dedicado às ciências especulativas, conquistou ainda o prêmio "Teixeira de Freitas", do Instituto dos Advogados Brasileiros. Recebeu ainda o título de sócio-honorário do Instituto dos Advogados Brasileiros, uma honraria até então só concedida a Rui Barbosa, Clóvis Beviláqua e José Xavier Carvalho de Mendonça.
No Estado de São Paulo, há vários logradouros em homenagem ao finado jurista e professor da Universidade de São Paulo. Em Leme, há a escola professor Waldemar Ferreira, assim denominada em sua memória. No bairro do Butantã, na capital paulista, há a avenida Valdemar Ferreira. Em Tatuí, interior de São Paulo uma rua no bairro jardim São Paulo, em homenagem aos lideres da Revolução Constitucionalista, leva seu nome.